# Kutschenmuseum Hinterstein

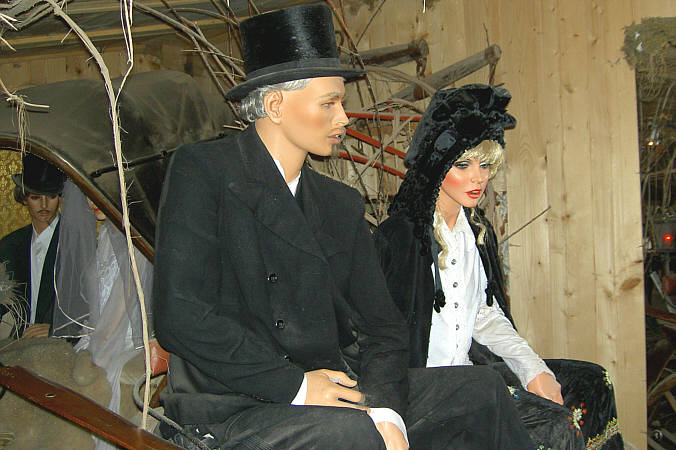
Puppenpaar auf einer Kutsche

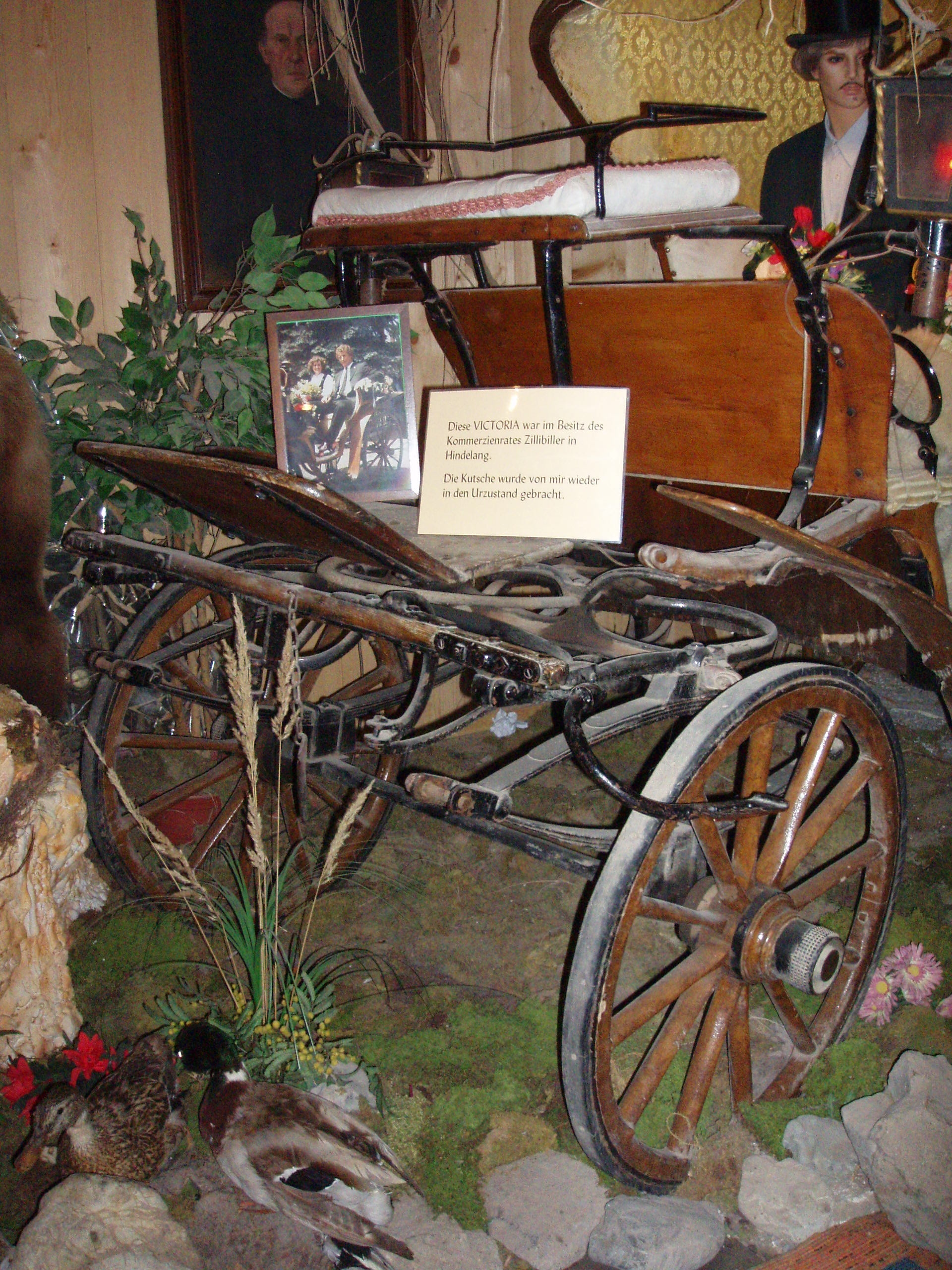
Viktoria des Kommerzienrates Gottfried Zillibiller

Das Kutschenmuseum Hinterstein in der Nähe von Bad Hindelang im Allgäu steht unweit des Bergbaches Ostrach in der Ortschaft Hinterstein. Das Museum ist ein äußerlich unscheinbarer Holzschuppen. Im Garten sind verschiedene Kunstobjekte, Windspiele und andere Klangkörper in allen Größen sowie eine kerzenerleuchtete künstliche Grotte zu finden. 
Das Gebäude ist in mehrere kleine Abteilungen aufgeteilt, die miteinander verbunden sind. An den Wänden sind viele Spiegel angebracht, an der Decke drehen sich Spiegelkugeln und verstärken die optischen Reize. Unterstützt wird die Stimmung innerhalb des Museums durch ununterbrochen spielende leise Musik; die Besucher sind gehalten, im Museum nicht zu sprechen.
Ausgestellt sind die unterschiedlichsten Schlitten und Kutschen mit lebensgroßen bekleideten Schaufensterpuppen. Geschmückt sind die jeweiligen Szenerien mit verschiedenen präparierten Tieren wie Wolf, Fuchs, Pferd, Bär. Auch Äste und Steine wurden als Beiwerk verwendet. Künstlicher Schnee macht die jeweilige Szenerie noch realistischer. Zu den wertvollsten und prächtigsten Ausstellungsstücken des Museums zählt ein alter Leichenwagen aus Böhmen.
Erbauer des Museums ist Martin Weber (geb. 1962), der die Ausstellungsstücke in ganz Europa zusammentrug und die Arrangements immer wieder verändert. Kritiker bemängeln, dass durch die laienhafte Präsentation die Exponate des Museums der Zerstörung anheimfallen und eher dem Bedürfnis nach Kitsch und Skurrilem als nach Information Rechnung getragen wird.
Nach einem Neubau wurde es im Jahr 2018 nach zweieinhalb Jahren wiedereröffnet.